# Rappler
Rappler est un site web d'information philippin lancé officiellement le 1er janvier 2012 par un groupe de journalistes menés par Maria Ressa. Le site, gratuit et financé par la publicité, est publié en anglais, et possède aussi une version indonésienne.

## Historique
L'idée de Rappler émerge progressivement en 2010-2011 et prend forme avec la constitution autour de Maria Ressa d'une équipe de journalistes expérimentés et d'investisseurs : Beth Frondoso, Glenda Gloria, Chay Hofileña, Gemma Mendoza, Marites Vitug, Cheche Lazaro, Manny Ayala, Raymund Miranda et Nico Nolledo,. Le site sort en version bêta le 1er janvier 2012, avec Maria Ressa comme rédactrice-en-chef et présidente.
En 2018, Rappler est menacé de fermeture pour avoir cédé des parts (Philippine Depository Receipts) à un investisseur étranger, Omidyar Network, ce qui serait interdit par la Constitution pour les médias de masse selon la Securities and Exchange Commission (l'organisme étatique chargé entre autres de réguler les sociétés). L'affaire crée une large polémique, avec de nombreuses voix exprimant leur crainte pour la liberté de la presse, le président Rodrigo Duterte ayant publiquement critiqué Rappler, et vice-versa,.
Avec Reporters sans frontières, Maria Ressa s'implique pour le respect de la liberté de la presse dans le monde. Dans ce cadre, en 2020, à l'occasion de la journée mondiale pour la liberté de la presse, elle a pu interviewer le lanceur d'alerte Edward Snowden, président de Freedom of the Press.

## Propriétaires
Rappler appartient quasi intégralement à « Rappler Holdings Corporation », une entreprise détenue essentiellement par quatre actionnaires principaux : Dolphin Fire Group (une filiale de Menlo Capital Group) à hauteur de 31,21 %, Maria Ressa elle-même à hauteur de 23,77 %, Hatchd Group à hauteur de 17,86 % et Benjamin So à hauteur de 17,86 %.

## Audience
Selon Alexa au 22 mars 2018, Rappler est le 11e site le plus visité aux Philippines, avec environ 423 000 visiteurs uniques par jour (6,6 millions par mois).